# Relicina hirtifructa
Relicina hirtifructa är en lavart som först beskrevs av Kurok., och fick sitt nu gällande namn av Streimann. Relicina hirtifructa ingår i släktet Relicina och familjen Parmeliaceae.   Inga underarter finns listade i Catalogue of Life.